# Nuevo Juan
"El Nuevo Juan" es una encrucijada de la ciudad de Cabimas, siendo uno de sus puntos de referencia más conocidos. Algunas personas han llegado a pensar que es un sector y dan las direcciones como si así fuera, pero el único terreno del Nuevo Juan es una isla en el distribuidor, donde se encuentra el monumento al trabajador petrolero.

## Etimología
Recibe el nombre de un bar Restaurant de las cercanías, en la Avenida Lagoven.

## Punto de Referencia
El Nuevo Juan es la encrucijada entre:
La Carretera J.
La Av Lagoven.
La Av Las Cabillas.
La Av Miraflores.
La Calle Churuguara.
Algunas calles del sector Concordia.
En el centro de la encrucijada se encuentra el distribuidor Nuevo Juan construido en el 2005 y que en su centro exhibe el Monumento al trabajador petrolero, obra del escultor local Lucidio González.
En lugares como el Cenibit se exhiben fotografías antiguas que muestran al Nuevo Juan como era hace 40 o 50 años, cuando ya era un punto de referencia de Cabimas.

## Esquinas
En ciudades como Caracas es costumbre dar las direcciones por esquinas, teniendo cada una su nombre propio.
Av Lagoven con carretera J. Lugar del original Nuevo Juan.
Av Las Cabillas con calle Lagoven. Taller de fotografía Millan.
Av Lagoven con Av Miraflores. línea de taxis Polar, escuela Pedro Julio Maninat, E/S Nuevo Juan.
Av Miraflores con carretera J. Estadio Concordia, Club Lago La Salina.
Carretera J con calle Churuguara. Tostadas Mimo.
Carretera J, calle Churuguara, Av Las Cabillas. E/S Las Cabillas, agencia BOD.
Calles de Concordia. Farmacia Concordia, Colegio de Abogados.
Isla central. Monumento al trabajador petrolero, ícono de Cabimas.

## Sectores Circundantes
- Campo Blanco
- Concordia
- Las Cabillas.

## Líneas por Puesto
- Concordia.
- El Lucero.
- Nueva Cabimas.

## Sitios de Referencia
- Monumento al trabajador petrolero.
- Farmacia Concordia.
- E/S Las Concordia
- E/S Las Nuevo Juan
- Colegio de Abogados del Estado Zulia
- Tostadas Mimo.
- Bar Restaurant El Nuevo Juan.
- Unidad Educativa Pedro Julio Maninat.